# پسر هشتم؟ شوخی می‌کنی؟
پسر هشتم؟ شوخی می‌کنی؟ (ژاپنی: 八男って､ それはないでしょう! هپبورن: Hachinan tte, Sore wa Nai Deshō!) یک مجموعه لایت ناول فانتزی ژاپنی به نویسندگی Y.A. و تصویرگری فوزیچوکو است. این اثر بین ژوئن ۲۰۱۳ و مارس ۲۰۱۷ در وبگاه شوستسوکا نی نارو به صورت آنلاین منتشر شد. بعدها مدیا فکتوری این اثر را خرید و اولین جلد لایت ناول را در آوریل ۲۰۱۴ منتشر کرد. یک مانگای اقتباسی به تصویرگی هیروکی کوسموتو از سال ۲۰۱۵ از طریق وبگاه کامیک واکر کادوکاوا شوتن به صورت آنلاین منتشر شد. یک مجموعه انیمه تلویزیونی نیز از روی رمان ساخته شد که از ۲ آوریل تا ۱۸ ژوئن ۲۰۲۰ پخش شد.